# バトリング
バトリングとは、テレビアニメ『装甲騎兵ボトムズ』に登場する、ロボット兵器アーマードトルーパー (AT) を用いた格闘戦による架空のロボット競技。

## 概要
百年戦争末期に開発されたATは、戦術や戦略に多大な影響をもたらしたが、そういったATは戦争終結前にはかなりの数が普及し、戦後は相当数が民間に払い下げられるようになった。そんなATを用いた娯楽としてバトリングが考案され、長い戦乱で一般的なスポーツ大会などの大衆娯楽が廃れていたことも手伝って、瞬く間に人々の間に浸透していった。
バトリングのルーツは軍内部での娯楽が発展したものや、賭け試合、ストリートファイトから始まった等諸説はいろいろとあり、ウドの街が発祥の地といわれている。

## ルール
バトリングの試合形式は大まかに分けて3つある。
レギュラーゲーム
ATによる格闘戦で、使用武器がアームパンチに限定される試合。相手の動きを封じるか、ATを破壊、もしくは操縦者の死亡によって勝敗が決まる。格闘兵装がアームパンチ以上のものであるアイアンクローやパイルバンカーといった武器の使用は禁止されている。バトリング初体験の新人の多くは、このレギュラーゲームでデビューする。
ブロウバトル
レギュラーゲーム同様、ATによる格闘戦だが、こちらはアイアンクローやパイルバンカーなどの格闘武器の使用が許されている。小説『青の騎士ベルゼルガ物語』では、ATのサイズに合わせて作られた槍やチェーンソーといった武器が登場した。
リアルバトル
実弾入りの重火器を用いて戦う、文字通りの実戦。選手のギャラも、賭けの配当も上記の2つとは比較にならない程高いが、ATを破壊するだけでなく、パイロットを殺害することも厭わない殺し合いである。
一応、観客保護用のバリケードも出てくるものの、流れ弾に当たって観客が死ぬケースも多い。しかし、そんな死と隣り合わせの緊張感でさえも観客に興奮と刺激を与えるものとなり、実戦での緊張感が伝わってくるといわれる。
基本的に1対1で戦うルールだが、場合によってはハンディキャップマッチも組まれることがあり、『ビッグバトル』ではAT対地上戦艦という超変則マッチが組まれ、『機甲猟兵メロウリンク』ではAT対機甲猟兵というハンディキャップマッチが行われた。
他にも泥レスに近いダートバトルに、複数によるバトルロイヤルなどいろいろなものがあるが、映像では殆ど登場しなかった。また、この手の競技ではよくある観客や審判の目を盗んでの反則行為や、八百長によるイカサマも後を絶たない。

## マッチメーカー
ATのパイロットは民間出身もいるが、大半は軍を除隊させられてあぶれた軍人であるケースが多い。そういった人材を発掘し、自分の専属選手にするのが各地の街の商工会に属するマッチメーカーである。マッチメーカーは選手の発掘と育成、試合交渉や取組の決定なども行うが、闇商人出身者も多く、また、人を簡単に騙すというイメージもあるので、一般的にイメージはあまり良くない。勿論、人間が出来ているマッチメーカーもいるが、タチの悪いマッチメーカーは選手を食い物にした後に放置し、再び路頭に迷わせてしまうケースもある。

## カスタムAT
バトリングの強豪選手などには有力なスポンサーや軍が後に付き、様々な武器や高品質のパーツを提供してくれる場合があり、そういったATは強力なカスタム機となっている。
そういったカスタムATを用いた選手と、リングネームと基のATは以下の通り。
- ケイン・マクドガル “青の騎士”（ブルーナイト） ベルゼルガ
- ロニーシャトレ “陽気な悪魔”（ファニーデビル） ファッティー
- ボーグル&ガニアル “アイアンウォーリァーズ” ダイビングビートル（ボーグル）スタンディングトータス（ガニアル）
- ムディ・ロッコル “グレーベルゼルガ” ベルゼルガ
- ラドルフ・ディスコーマ “死の伝令”（デス・メッセンジャー） スコープドッグ
- オウラ・ニガッタ “漆黒の鉄牛”（ダークオックス） ストロングバックス
- エル・ブリアン “狂乱の貴公子” パープルベアー
- メスメル・クロウリー “地獄の宣教師” スタンディングトータス
- クリス・カーツ “黒き炎”（シャドウフレア） シャドウフレア
- ギャルビン・フォックス “メルキアの銀狐” スコープドッグ
- アズライト・フィックス “ライトニングスラッシュ” スラッシュドッグ
- フィアナ “ファンタムレディ” ブルーティッシュドッグ
- ラダァ・ニーヴァ “デンジャーメロン” エクルビス
- アービン・レスター “ドッグ・ザ・ダーク” ラピッドドッグ
- ペイガン “ブラッディドッグ” ラピッドドッグ

## MWBF
『青の騎士ベルゼルガ物語』では、物語上バトリングが絡んでくるために、アニメにはないMWBN（メルキア世界バトリング協会）という組織があり、各地の商工会を束ねる組織がある。
こちらの組織はバトリングによる収益を上げる一方、軍の放出武器の管理や放出も行い、有望なATパイロットがいる場合、それを軍のスカウトに紹介することもある。

## ゲームにおけるバトリング
ゲーム版の『装甲騎兵ボトムズ ザ・バトリングロード』に『青の騎士ベルゼルガ物語』や『装甲騎兵ボトムズ ライトニングスラッシュ』でもバトリングがメインの話となっている。
また、『ウド・クメン編』でも、ステージ1がテレビシリーズ第4話の「バトリング」を基にした話となっている。

## それぞれのバトリング評価
バトリングは、青の騎士の世界では「実戦以上の緊張感を強いられる戦い」と評されるが、何でもありの状況で戦うというものの緊張感があるためだということである。そういったバトリングによる緊張感は作中で強調されていたが、テレビシリーズ第4話ではキリコ・キュービィーはバトリングのレギュラーゲームに関しては対戦者の殺気などをあまり感じず、「所詮は遊びだ」と評し、マッチメーカーのブールーズ・ゴウトも、クダル・コニンによりリアルバトルの罠が仕込まれた事が判るまでは、それほど意に介してはいなかった。
そして、そのリアルバトルではキリコはコニンや、翌話でのチャルク・オリヤ相手との戦いに苦戦を強いられ、ビッグバトルでのニーヴァとの戦いに手こずったりという具合に、リアルバトルは実戦同様ということにもなる。
なお、青の騎士の原作者のはままさのりは、第4話のバトリングの回を見逃したという逸話がある。

## パーフェクトソルジャーの実験
バトリングは軍が開発した強化兵士であるPS（パーフェクトソルジャー）の実験場としても用いられた。
ウドの街では秘密結社によって、大戦末期にリドで強奪されたPS第1号のプロト・ワンを実験に用いており、ウドの人々からは“ファンタムレディ”の名で呼ばれ、「死神」とも呼ばれて恐れられた。
第四次銀河大戦開始前のメルキア中立都市ア・コバでは、バララント軍PSが調整中だったと言われる。
バララント軍から分かれた異能結社の総帥クリス・カーツもまた、自身を融機人と呼ばれる強化人間に改造してバトリングで猛威を振るい、その専用AT「シャドウフレア」と戦って5分保った者はいなかったとまで言われた。さらにリアルバトルしか行わず、戦って生き残ったのは“青の騎士”（ブルーナイト）ケイン・マクドガルだけであった。

## 類似した事象を扱った作品
- マッチメーカー - 篠崎砂美が考案したフリーウェアのゲーム。プレイヤーが作成したロボットのデータを持ち寄って対戦する。用語や対戦の様子にバトリングの影響が見られる。
- FRONT MISSION - 各町では「闘技場（コロシアム）」で賭け試合をするシーンがあり、プレーヤーも任意に参戦して経験値や賞金を稼ぐことができる。
- アーマード・コアシリーズ - 多くの作品では「アリーナ」と呼ばれる賭け試合が傭兵ならびに傭兵斡旋業の収入源の一つであり、賞金やパーツを入手できる。
- フルメタルパニック! - ヒロインの手掛かりを探るために主人公が立ち寄ったナムサクという町で「闘技場（アレーヌ）」が登場し、チーム毎の普通の試合の他、闇試合と呼ばれる実弾を使った戦いが描かれた。
- ゼノギアス - キスレブ帝国にてギア（本作に登場する人型ロボットの総称）同士で戦う同名の格闘技が存在。ミニゲームとしてプレイ可能。